# Josip Šutalo
Josip Šutalo (Čapljina - 28 de fevereiro de 2000) é um futebolista croata nascido na atual Bósnia-Herzegovina e que atualmente joga como zagueiro do Ajax e da seleção croata.

## Carreira
Natural de Čapljina , na Bósnia e Herzegovina , iniciou a carreira no Dinamo Zagreb, fez sua primeira partida como profissional em 07 de janeiro de 2020, foi titular na vitória do Dínamo sobre o NK Inter Zapresic.
Durante a janela de transferências ele foi anunciado no Atalanta Bergamo.
Fez sua estreia pela seleção croata em 10 de junho de 2022, na vitória por 1 a 0 sobre a Dinamarca na Liga das Nações, tendo sido titular. Em 09 de novembro de 2022, foi selecionado por Zlatko Dalić para participar da Copa do Mundo de 2022.